# Bruno Weber

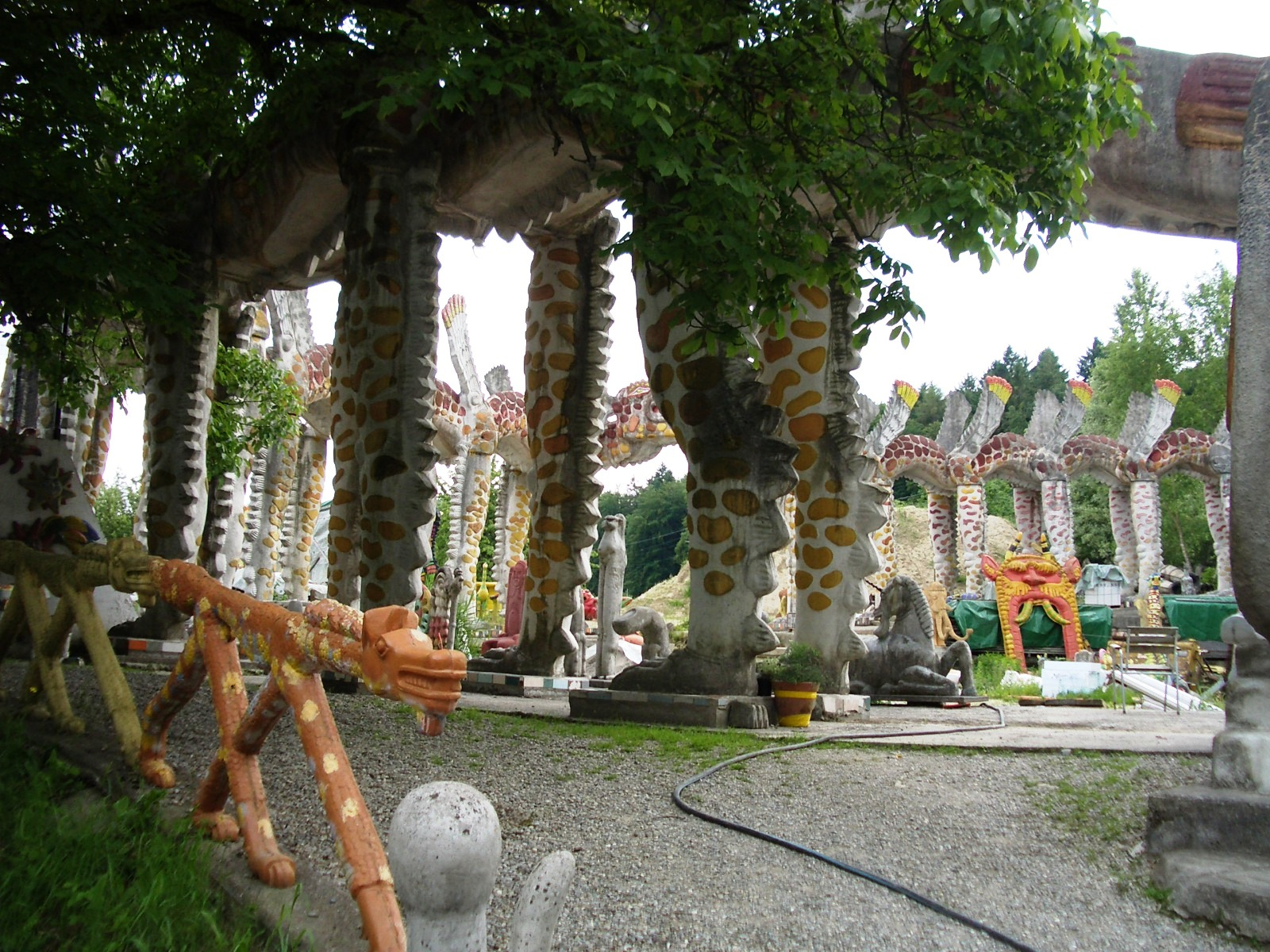
Jardin avec un chien ailé de 103 mètres

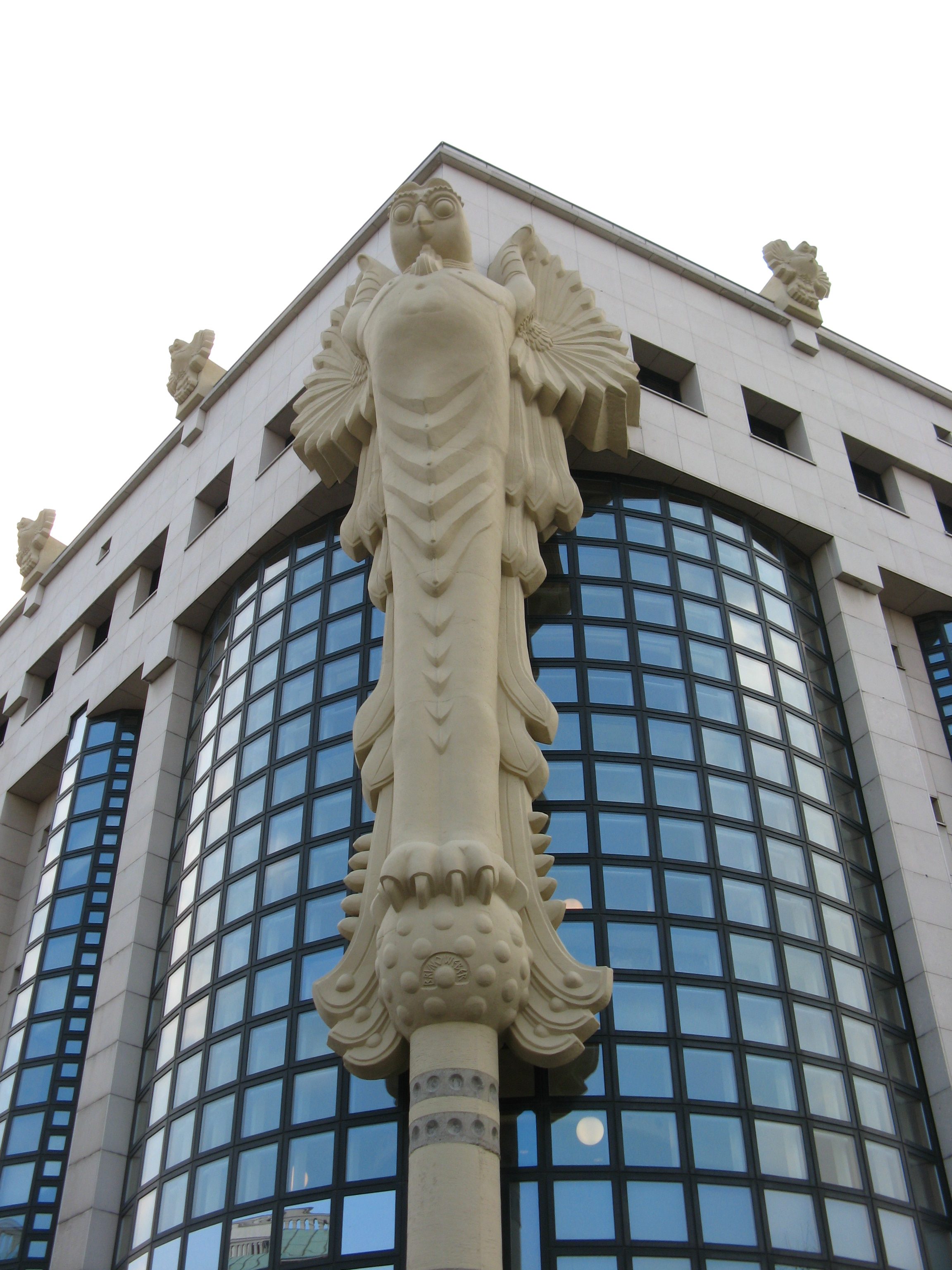
Sculpture de Bruno Weber à la Bibliothèque de l'Université technique de Vienne

Bruno Weber (né le 10 avril 1931 à Dietikon et décédé le 24 octobre 2011 à Spreitenbach) est un architecte et sculpteur suisse, artiste rattaché au courant du réalisme fantastique.

## Biographie
Bruno Weber est né en 1931 à Dietikon. En 1947 il suit les cours de la Zürcher Hochschule der Künste à Zurich sous la direction de Johannes Itten. En 1949 il suit une formation de lithographe chez Orell Füssli, à Zürich.

## Galerie d'images

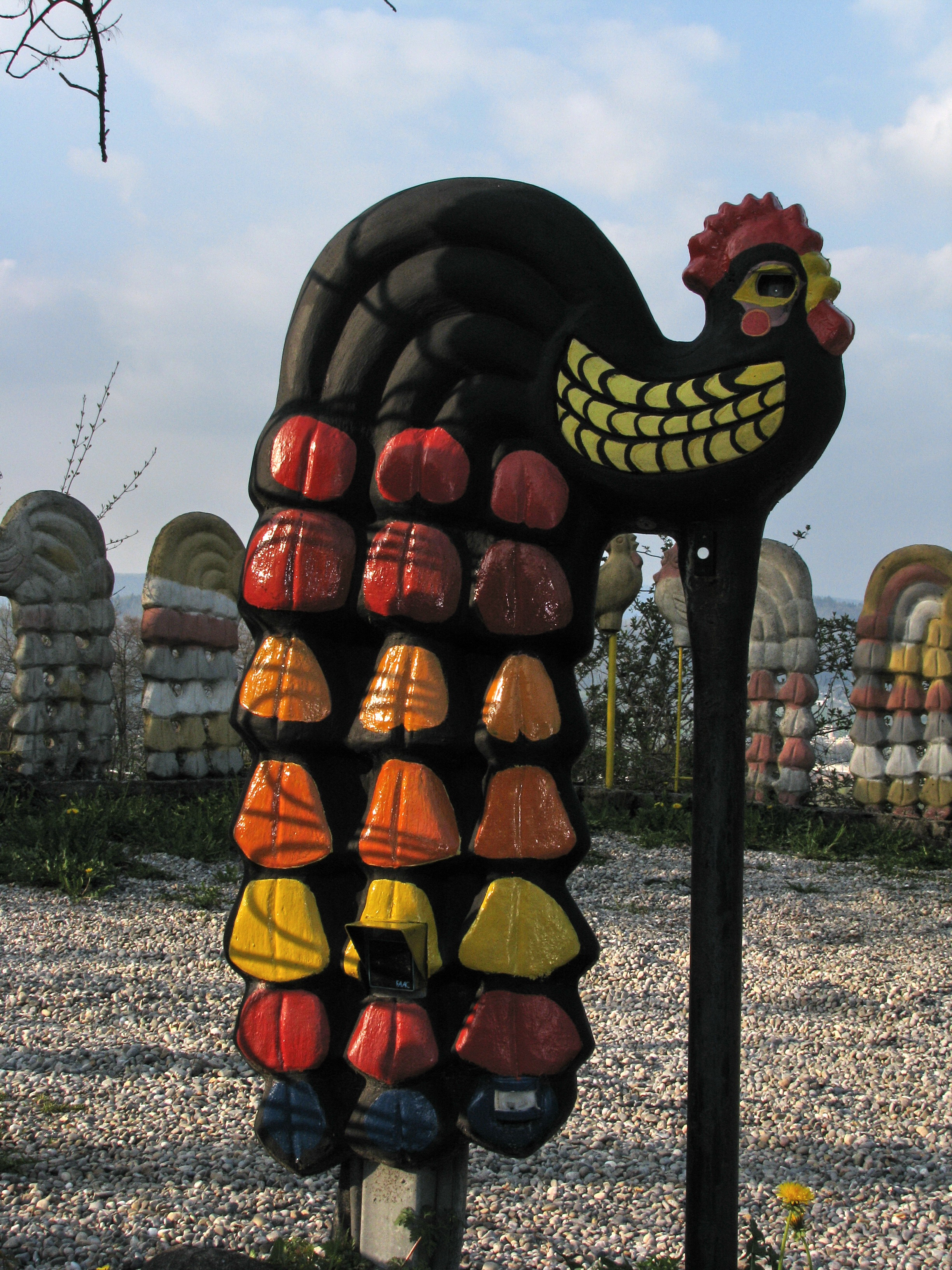
Skulpturenpark à Dietikon
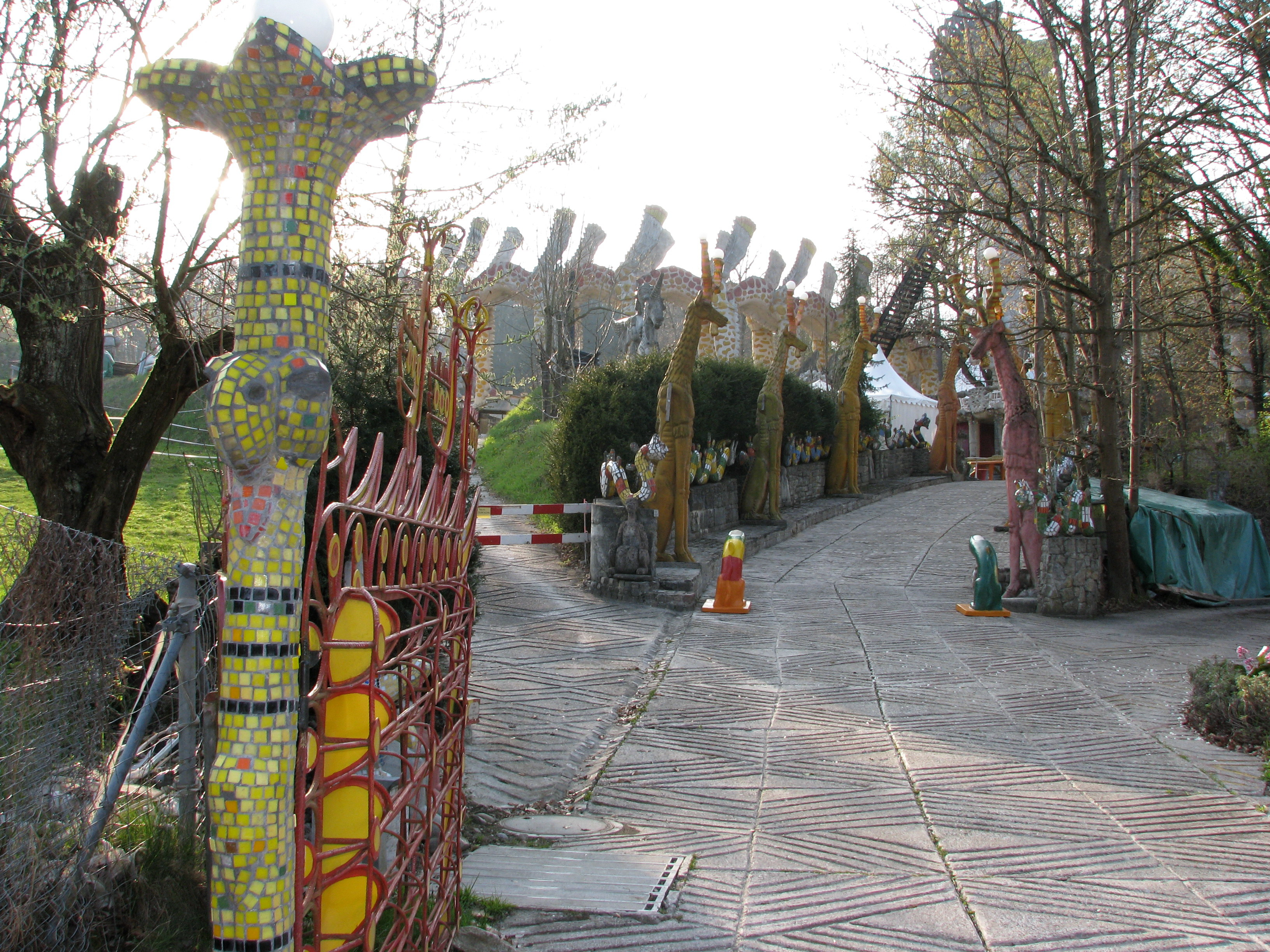
Skulpturenpark à Dietikon
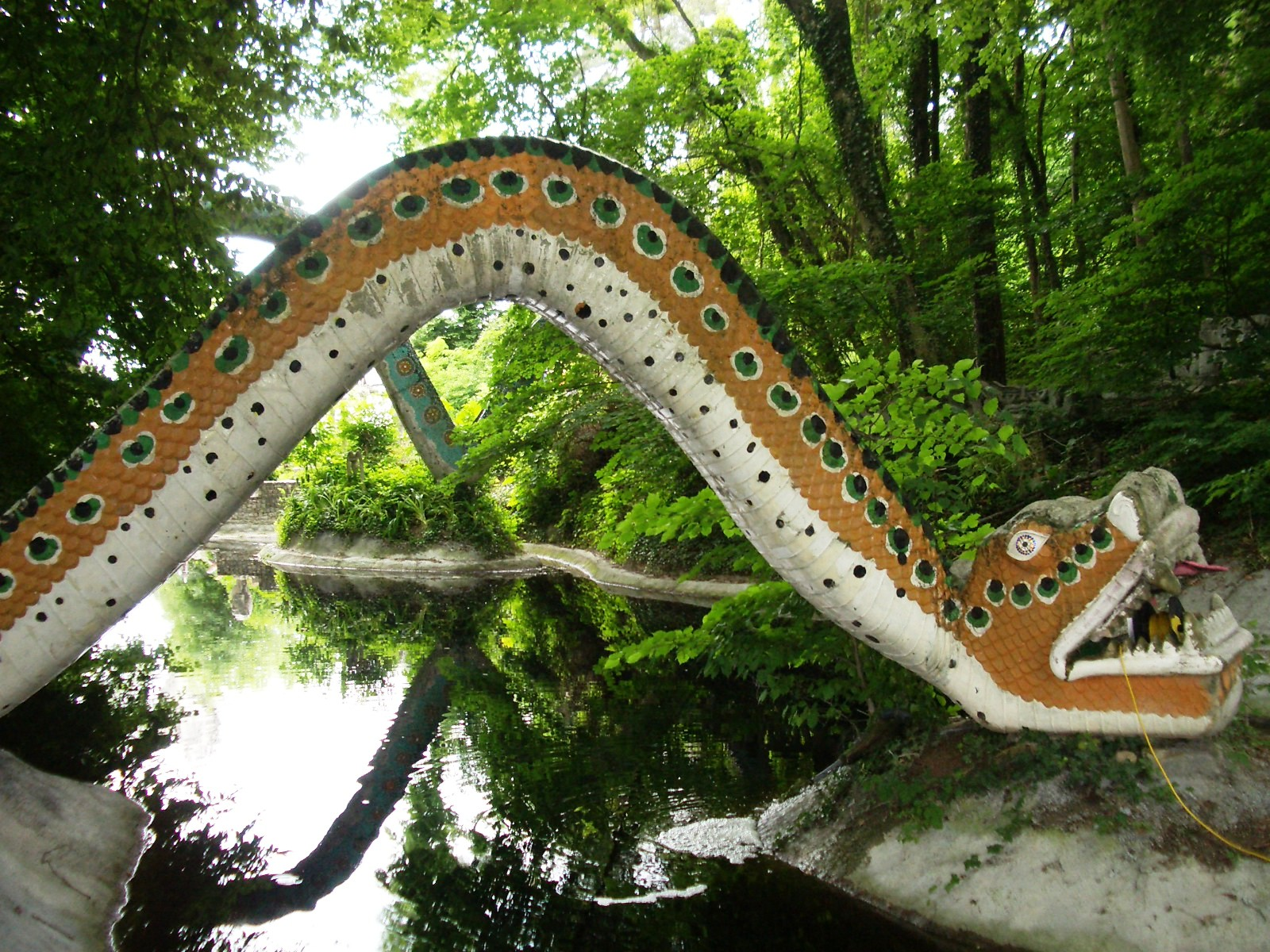
Exposition de Bruno Weber, Spreitenbach
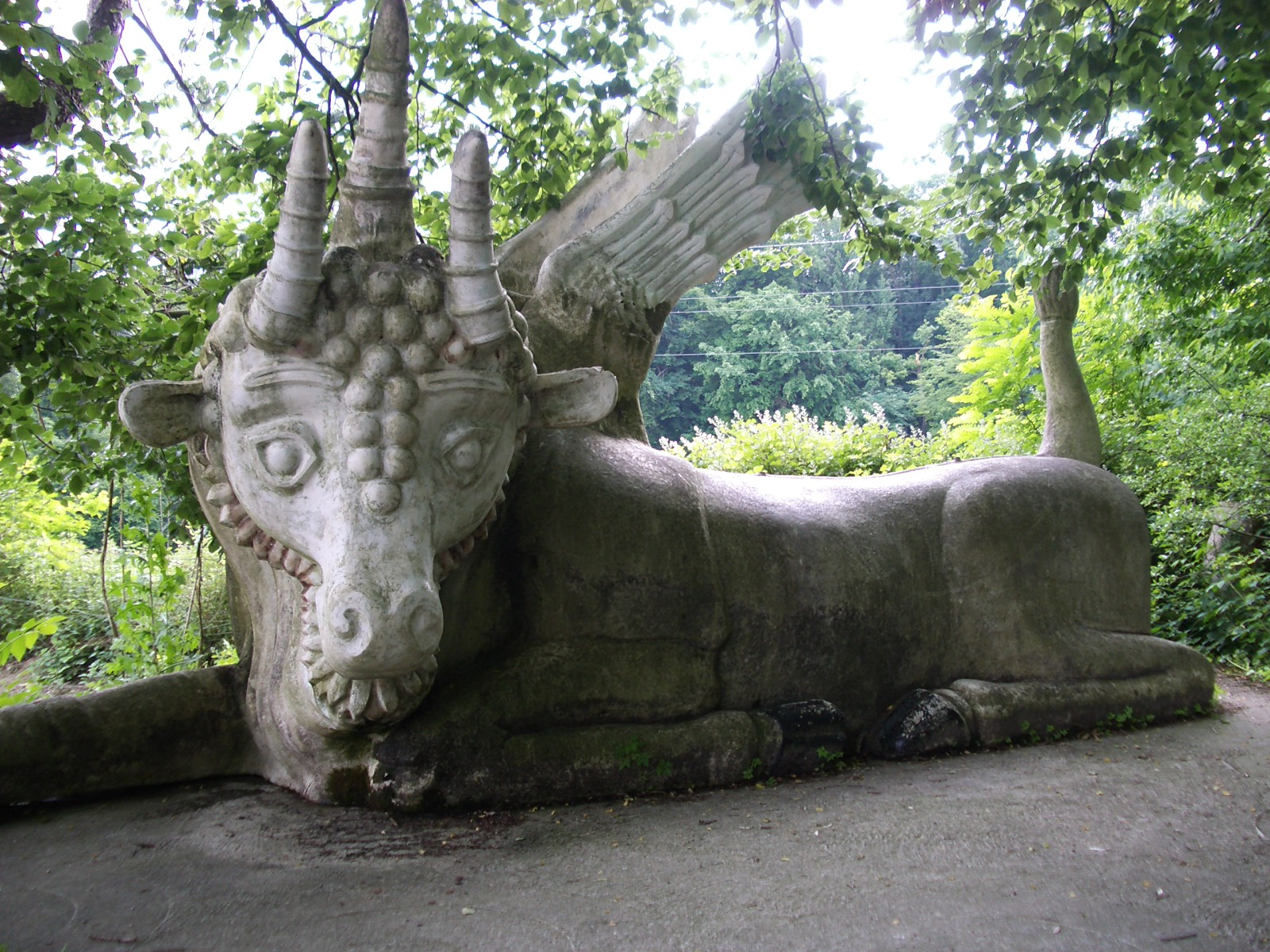
Exposition de Bruno Weber, Spreitenbach
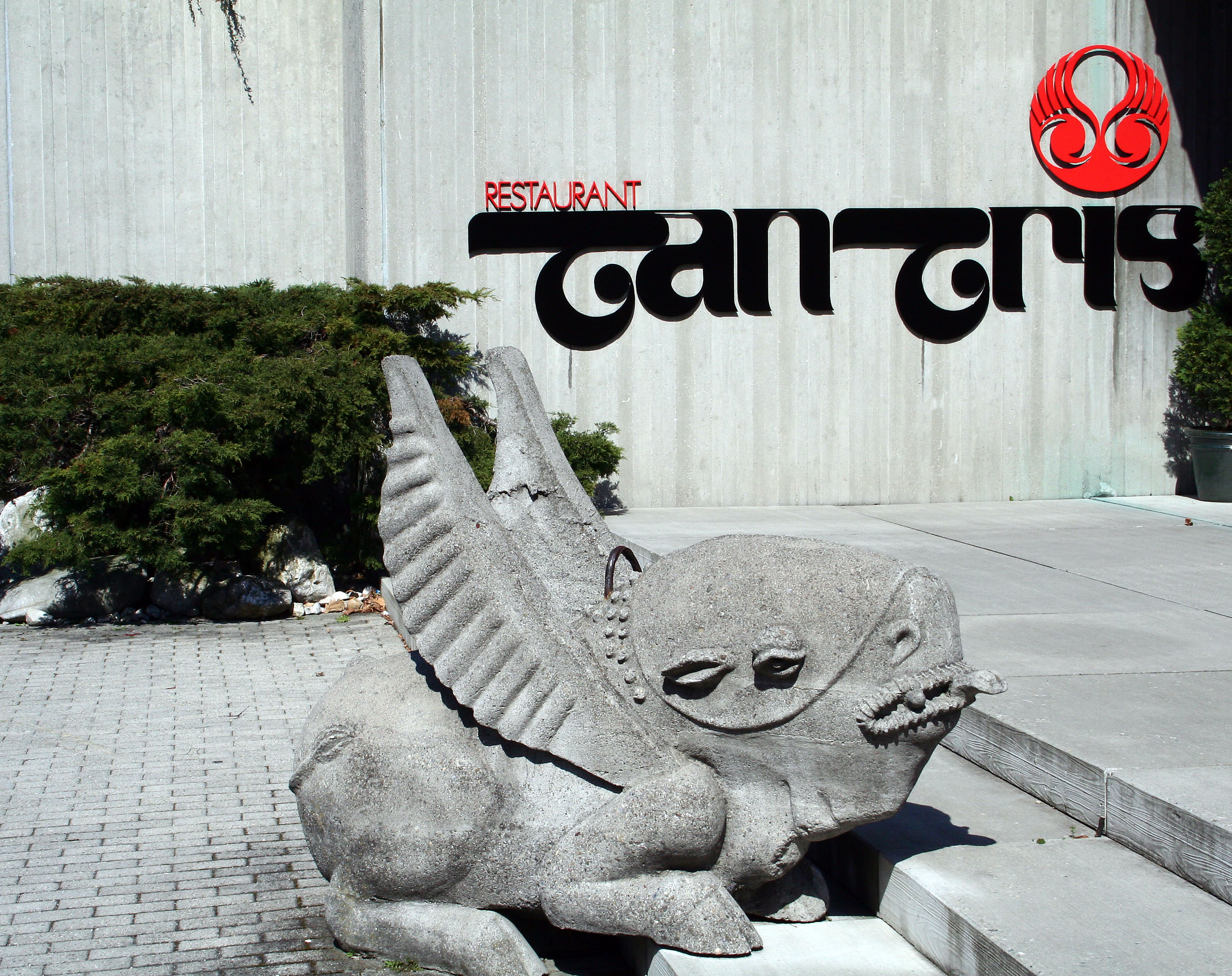
Sculpture au Restaurant Tantris à Munich

### Monographies
- Justus Dahinden u.a.: Bruno Webers phantastische Welt: von der Harmonie zwischen Phantasie und Natur; der Weinrebenpark als Gesamtkunstwerk, Weitbrecht, Stuttgart / Wien / Bern 1996,  (ISBN 3-522-72185-3) /  (ISBN 3-522-72155-1).
- Alfred Schneider, Stefan Anderegg (Fotos): Spiegelungen des Lebens: Bruno Weber, Papierschnitte. Haupt, Bern / Stuttgart / Wien 2005,  (ISBN 978-3-258-06801-5).
- Peter K. Wehrli, Robert Elter (Fotos): Der Architekt seiner Träume / Bruno Weber. Benteli, Wabern BE 2002,  (ISBN 3-7165-1263-X).
- Stefan Howald: Bruno Weber. Das Künstlerische Lebenswerk, Fotos von H. R. Bramaz, Vorwort von Christine Egerszegi-Obrist, Beitrag von Franz Hohler, Hirmer, München 2011,  (ISBN 978-3-7774-3521-3).

### Films documentaires
- 1982: Bruno Weber. Produit par la Saarländischer Rundfunk (12 minutes). Écrit et réalisé par Klaus Peter Dencker (de).
- 1991: Visages suisses de Hans-Ulrich Schlumpf (entre autres). Film documentaire réalisé dans le cadre des célébrations du 700e anniversaire de la Confédération suisse en 1991. Épisode : Bruno Weber.